# Émile Gautier (journaliste)
Ne doit pas être confondu avec Émile-Félix Gautier.
Pour les articles homonymes, voir Émile Gautier et Gautier.
Émile Jean-Marie Gautier (Rennes, 19 janvier 1853 – Paris, 19 janvier 1937), est un journaliste français. Docteur en droit et disciple de Jules Vallès. Il utilise divers pseudonymes tels que Hombre, Polycarpe, A. Kergus, Raoul Lucet et Memor.
Il fut militant et théoricien anarchiste impliqué dans le procès, dit « Procès des 66 » en 1883 à Lyon.

## Biographie
Il est le fils de Jean Marie Gautier, huissier, et de Marie Louise Marais.
Le 21 octobre 1882, il est arrêté à Lyon et impliqué dans le procès dit « procès des 66 », qui s’ouvre le 8 janvier 1883, à la suite des violentes manifestations des mineurs de Montceau-les-Mines d’août 1882 et des attentats à la bombe perpétrés à Lyon en octobre 1882. Selon l’importance des charges retenues contre eux, l’accusation avait classé les prévenus en deux catégories. Gautier, prévenu de la deuxième catégorie, est, avec Pierre Kropotkine, Pierre Martin, Toussaint Bordat et Joseph Bernard, l’un des accusés les plus en vue du procès. Cette notoriété est due à son activité de propagandiste ayant parcouru la France en tous sens. Elle est due aussi à son réel talent oratoire qui n’est pas sans influencer auditoire et jurés[réf. nécessaire].

## Le procès des 66
Au titre de la loi du 14 mars 1872, les « 66 » sont accusés de s’être affiliés à l’Association internationale des travailleurs (AIT), censée avoir été reconstituée au congrès de Londres en juillet 1881 : « D'avoir […] été affiliés ou fait acte d'affiliation à une société internationale, ayant pour but de provoquer à la suspension du travail, à l'abolition du droit de propriété, de la famille, de la patrie, de la religion, et d'avoir ainsi commis un attentat contre la paix publique ». À la barre, Émile Gautier s’efforça de réfuter l’existence de l’AIT. Il reconnait le 8 janvier « l’existence incontestée d’un parti anarchiste international » (« parti » étant à entendre ici au sens de « camp » politique, ou de courant de pensée). « Mais, ajoute-t-il, un parti n’est pas une association ».
Émile Gautier est condamné le 19 janvier 1883 à cinq ans de prison, 2 000 francs d’amende, dix ans de surveillance et quatre ans d’interdiction des droits civils. Il fait partie des 31 condamnés qui font appel. Devant la cour d’appel de Lyon, le 27 février, il tente encore de faire croire que les groupes anarchistes ne sont pas des groupes organisés : « Je mets au défi l’accusation de prouver que ces groupes anarchistes aient été autre chose que des lieux de rendez-vous, de simples réunions temporaires, dont le personnel varie à chaque fois, où le premier venu peut entrer ; d’où il peut également sortir sans remplir aucune formalité, sans payer aucune cotisation, sans même qu’on lui demande son nom ni ses opinions ». Le 13 mars, la cour confirme la peine à laquelle il avait été condamné.
En prison, il s’isole de ses codétenus anarchistes et adopte une attitude qui lui vaut des propositions de grâce de la part du directeur de Sainte-Pélagie. Par ailleurs, ses nombreux amis demandent sa grâce au président de la République. Finalement, le 12 juillet 1884, il bénéficie d’une remise de peine d’un an. Le 13 août 1885, il est définitivement gracié et le 1er février 1886, il obtient la remise des peines accessoires.
Renonçant à la politique militante, il collabora à divers journaux, dont Le XIXe siècle, L'Écho de Paris où il côtoie Octave Mirbeau, ou au Figaro où il publie des Chroniques documentaires (recueillies en 1992 sous le titre Les Étapes de la science).

## Darwinisme social
Selon l'historien de la pensée sociale britannique Mike Hawkins, Émile Gautier est le premier à avoir employé l'expression « darwinisme social » dans une brochure du même nom publié en 1880 à Paris. Gautier s’oppose à l’interprétation anti-socialiste que fait Ernst Haeckel – grand vulgarisateur du darwinisme dans la seconde moitié du XIXe siècle – du mécanisme de la sélection naturelle appliqué à la société. Dans sa critique, Gautier reprend, sans probablement le savoir[réf. nécessaire], une idée de Lamarck: les effets des « lois de la nature » se modifient selon les circonstances dans lesquelles elles sont appliquées. Partant de là, pour lui, la « lutte pour la vie » permanente impliquée par la « loi de la sélection naturelle » diminue d’intensité à mesure que les institutions sociales se développent. L’assistance mutuelle et la solidarité sociale sont les moteurs du progrès de l’humanité et constituent le véritable contenu du « darwinisme social », bien plus que la lutte et la victoire du « plus apte ». Il est difficile de savoir si cette brochure a inspiré Pierre Kropotkine pour son ouvrage L'Entraide, un facteur de l'évolution, dont il débuta la rédaction à partir de 1890[réf. nécessaire].

## Citations
« La prison telle qu’elle est organisée est un véritable cloaque épanchant dans la société un flot continu de purulences et de germes, de contagion physiologique et morale ; elle empoisonne, abrutit et corrompt. » Le Monde des prisons (Lyon, 1889, in-8).

## Œuvres
- Le Darwinisme social, Paris, Derveaux, 1880, 89 p. (OCLC 457666493, lire en ligne)
- Étienne Marcel (Paris, 1881, in-8)
- Propos anarchistes (1885)
- Le Parlementarisme (1885, in-12)
- Heures de travail (1885)
- Les Endormeurs (1885)
- Le Monde des prisons (Lyon, 1889, in-8)
- Les Paysans, avec Louise Michel (Paris, Incomplet)
- Deux Amis d’Enfance, in De Cayenne à la Place Vendôme (Fleur de Bagne, vol. 1), e-Baskerville no 5, 979-10-91104-04-3
- Le Monde des Prisons (Notes d’un Témoin) / Trois Chroniques Scientifiques, in Détectives et Bandits Scientifiques (Fleur de Bagne, vol. 3), e-Baskerville no 7, 979-10-91104-06-7
- Chroniques scientifiques, vol. 1, Bibliogs, 979-10-94282-06-9
- Chroniques scientifiques, vol. 2, Bibliogs, 979-10-94282-07-6

### En collaboration avecMarie-François Goron
1. De Cayenne à la place Vendôme, vol. 1 : fleur de bagne, Encino (Calif.), Black coat Press, coll. « Baskerville » (no 5), 2012, 282 p. (ISBN 978-1-612-27051-7, OCLC 804973663)
2. Pirates Cosmopolites (Fleur de Bagne, vol. 2), Rivière Blanche, collection Baskerville no 6, 978-1-61227-082-1
3. Détectives et Bandits Scientifiques (Fleur de Bagne, vol. 3), Rivière Blanche, collection Baskerville no 7, 978-1-61227-086-9

## Notices
- Dictionnaire des anarchistes, « Le Maitron » : notice biographique.
- Dictionnaire biographique, mouvement ouvrier, mouvement social, « Le Maitron » : notice biographique.
- Dictionnaire international des militants anarchistes : notice biographique.
- René Bianco, 100 ans de presse anarchiste : notice.